# Swiss Flight Services
Swiss Flight Services ist eine schweizerische Fluggesellschaft mit Sitz in Colombier. 

## Dienstleistungen
Die 2006 gegründete Gesellschaft bietet Charterflüge an, ist im Nahen Osten und europaweit auf Luftvermessung spezialisiert und beschäftigt rund 50 Mitarbeiter, davon gut die Hälfte Piloten. 

## Flotte
Die Flotte besteht aus neun Flugzeugen:
- 1 Cessna T206H
- 3 Partenavia P.68C
- 1 Tecnam P2012 Traveller
- 2 Beechcraft Super King Air 200
- 1 Pilatus PC-12
- 1 Cessna Caravan 208B EX